# Paul Günther (Schauspieler)
Paul Günther (* 20. Januar 1887; † 8. August 1962) war ein deutscher Schauspieler, Theaterregisseur und Schauspiellehrer.

## Leben
Günther erhielt bis 1908 seine künstlerische Ausbildung an der Seebachschule des Königlichen Schauspielhauses Berlin. Im selben Jahr begann er seine Bühnentätigkeit, anfänglich im Rollenfach des jugendlichen Liebhabers am Märkischen Wandertheater. Es folgte noch vor dem Ersten Weltkrieg eine Verpflichtung an das angesehene Düsseldorfer Schauspielhaus unter der Leitung von Louise Dumont. Nach einem Engagement ans Albert-Theater während des Krieges folgte Günther im letzten Kriegsjahr 1918 einem Ruf an das Deutsche Theater in Berlin. Dort spielte er unter der Leitung von Max Reinhardt respektive Felix Hollaender bis 1925 und feierte seine ersten großen Erfolge als Bühnenmime. Man sah ihn zu dieser Zeit aber auch an der Volksbühne Berlin, wo er 1924 unter eigener Regie den Hamlet verkörperte und am Neuen Volkstheater, wo man ihn im Jahr zuvor die Uraufführung von Barlachs „Der tote Tag“ inszenieren ließ. Weitere Inszenierungen umfassten klassische Theaterstücke von Friedrich Schiller, darunter Kabale und Liebe (in Bochum), Don Karlos, Die Verschwörung des Fiesco zu Genua und Wallenstein, aber auch Goethes Egmont, Kleists Der Prinz von Homburg sowie die Shakespeare-Stücke Der Widerspenstigen Zähmung und Viel Lärm um nichts – allesamt am Theater der Jugend aufgeführt.
1925 verließ Günther vorübergehend die Reichshauptstadt und ließ sich als Oberregisseur an die Städtischen Bühnen Kölns holen. Dort blieb er jedoch nur eine Spielzeit, in der er u. a. Schillers Die Räuber, erneut den Prinz von Homburg und Georg Kaisers Von morgens bis mitternachts auf die Bühne brachte, und kehrte bereits 1926 wieder nach Berlin zurück. In den kommenden zehn Jahren inszenierte und agierte Paul Günther an verschiedenen hauptstädtischen Spielstätten, darunter das Deutsche Künstlertheater Heinz Saltenburgs, das Berliner Theater, erneut das Deutsche Theater und schließlich das Preußische Theater der Jugend (im Schiller-Theater). Im Jahr 1929 wurde Paul Günther zum Vorstandsmitglied der neu gegründeten Vereinigung Berliner Bühnenkünstler gewählt. Von 1936 bis 1942 leitete Paul Günther in der Reichshauptstadt seine eigene Schauspielschule, von 1942 bis 1945 stand er als Chef der Nachwuchsabteilung der Bavaria Film in München vor. Die frühen Nachkriegsjahre, von 1946 bis 1949, wirkte Günther als Leiter der städtischen Schauspielschule München, von 1949 bis 1951 wirkte er als Schauspieler an Berlins Hebbel-Theater und übernahm zugleich die Leitung von deren Schauspielschule. Anschließend war Günther freischaffend tätig und arbeitete ab 1951 auch noch für das Radio (Nordwestdeutscher Rundfunk, Sender Freies Berlin).
Während seiner ersten Berliner Periode (von 1920 bis 1925) trat Günther auch häufig vor die Filmkamera. Er spielte sowohl tragende Rollen als auch Nebenrollen; in Erinnerung geblieben sind vor allem sein Krogstadt junior in Berthold Viertels Nora-Inszenierung und sein Egeus in Hans Neumanns umstrittener (weil modernistischer) Sommernachtstraum-Umsetzung. Im frühen Tonfilm, während seiner zweiten Berlin-Phase, spielte Günther mehrfach gravitätische Herrscherfiguren, darunter 1931 Napoleon Bonaparte in Carl Froelichs Luise, Königin von Preußen und im Jahr darauf dessen glücklosen, preußischen Gegenspieler König Friedrich Wilhelm III. in Rudolf Meinerts Neuverfilmung Die elf Schill’schen Offiziere. Im Dritten Reich blieb Günther weitgehend filminaktiv, kehrte jedoch kurz nach Gründung der Bundesrepublik Deutschland vor die Kamera zurück. Bis zur Vollendung seines 70. Geburtstags sah man ihn in einer Reihe von wenig bedeutenden Kino- und Fernsehfilmen.
Paul Günther war mit der Schauspielerin Irmtraut Körner verheiratet.

## Filmografie
- 1920: Exzellenz Unterrock
- 1920: Weib aus Marmor
- 1921: Fiesco oder Die Verschwörung zu Genua
- 1921: Der Friedhof der Lebenden
- 1923: Nora
- 1923: Das Haus ohne Lachen
- 1924: Lord Reginalds Derbyritt
- 1924: Die Liebe ist der Frauen Macht
- 1925: Ein Sommernachtstraum
- 1925: Die Verrufenen
- 1925: Frauen, die man oft nicht grüßt
- 1926: Die Abenteuer eines Zehnmarkscheines
- 1928: Anastasia, die falsche Zarentochter
- 1929: Polizeispionin 77
- 1929: Ludwig der Zweite, König von Bayern
- 1930: Nur Du
- 1931: Luise, Königin von Preußen
- 1932: Das Lied der schwarzen Berge
- 1932: Die elf Schill’schen Offiziere
- 1942: Der 5. Juni
- 1950: Melodie des Schicksals
- 1954: Glückliche Reise
- 1955: Vor Gott und den Menschen
- 1955: Eine Handvoll Schilling (Fernsehfilm)
- 1956: Nacht der Entscheidung
- 1957: Der Widerspenstigen Zähmung (Fernsehfilm)
- 1957: Mr. Gillie (Fernsehfilm)

## Theater

### Schauspieler
- 1910: Melchior Lengyel: Taifun (Joshi Jotomo) – Regie: Rudolf Bernauer (Berliner Theater)
- 1911: Axel Delmar: Der eiserne Heiland (Sohn) – Regie: Axel Delmar (Freilichtbühne auf dem Brauhausberg Potsdam)
- 1918: Georg Kaiser: Der Brand im Opernhaus (alter Herr) – Regie: Georg Kaiser (Kleines Schauspielhaus Berlin)
- 1919: Else Lasker-Schüler: Die Wupper (Gläserner Amadeus) – Regie: Heinz Herald (Deutsches Theater Berlin)
- 1919: August Strindberg: Advent (Prinz) – Regie: Ludwig Berger (Deutsches Theater Berlin – Kammerspiele)
- 1920: Arnold Zweig: Die Sendung Semaels – Regie: ? (Deutsches Theater Berlin)
- 1920: Hans J. Rehfink: Der Chauffeur Martin (Minister Justin) – Regie: ? (Deutsches Theater Berlin)
- 1920: Paul Kornfeld: Himmel und Hölle (Jakob) – Regie: Ludwig Berger (Deutsches Theater Berlin)
- 1921: Gerhart Hauptmann: Die Jungfern vom Bischofsberg (Dr. Kozakiewicz) – Regie: Iwan Smith (Deutsches Theater Berlin – Kammerspiele)
- 1921: Johann Wolfgang von Goethe: Götz von Berlichingen (Martin) – Regie: Karlheinz Martin (Großes Schauspielhaus Berlin)
- 1921: Fritz von Unruh: Louis Ferdinand Prinz von Preußen (Staatskanzler) – Regie: Gustav Hartung (Großes Schauspielhaus Berlin)
- 1922: Friedrich Hebbel: Judith (Samuel) – Regie: Berthold Viertel (Deutsches Theater Berlin)
- 1922: Henrik Ibsen: Der Bund der Jugend – Regie: Bernhard Reich (Deutsches Theater Berlin)
- 1922: August Strindberg: Luther. Die Nachtigall von Wittenberg (Spalatin) – Regie: Richard Révy (Großes Schauspielhaus Berlin)
- 1923: Paul Kornfeld: Die Verführung – Regie: Richard Revy (Deutsches Theater Berlin – Kammerspiele)
- 1924: Robert Overweg: Kümmelblättchen (Falscher Bürgermeister) – Regie: ? (Deutsches Theater Berlin – Kammerspiele)
- 1924: Alexander Engel:  Die Freundin Seiner Exellenz – Regie: Walter F. Fichelscher (Deutsches Theater Berlin – Kammerspiele)
- 1924: Arthur Schnitzler: Komödie der Verführung (Max von Reisenberg) – Regie: John Brahm (Burgtheater Wien)
- 1925: Theodor Tagger nach Alexandre Dumas: Die Kameliendame (von Varville) – Regie: Bernhard Reich (Deutsches Theater Berlin)
- 1926: Georg Kaiser: Zweimal Oliver – Regie: Victor Barnowsky (Theater in der Königsgrätzer Straße Berlin)
- 1927: Henry Bernstein: Israel (katholischer Priester) – Regie: Reinhard Bruck (Lessingtheater Berlin)
- 1927: Wolfgang Goetz: Neidhardt von Gneisenau (Friedrich Wilhelm) – Regie: ? (Großes Schauspielhaus Berlin)
- 1927: Louis Verneuil: Der Apfel (Kommis) – Regie: Martin Zickel (Lustspielhaus Berlin)
- 1928: Jefferson Farjeon: Nr. 17 – Regie: Hans Lotz (Lessingtheater Berlin)
- 1928: Gerhart Hauptmann: Rose Bernd (August Keil) – Regie: Karlheinz Martin (Lessingtheater Berlin)
- 1928: William Shakespeare: Was ihr wollt (Haushofmeister Malvolio) – Regie: Richard Gortner (Neues Theater am Zoo Berlin)
- 1929: Robert Musil: Die Schwärmer (Thomas) – Regie: Jo Lherman (Theater in der Stadt, Berlin)
- 1929: Romain Coolus: Osterferien – Regie: Eugen Robert (Tribüne Berlin)
- 1929: Doroty Lane: Happy End (Heilsarmee-Kaptan) – Regie: Erich Engel (Theater am Schiffbauerdamm Berlin)
- 1930: Carl Sternheim: Der Kandidat – Regie: Hans Hinrich (Deutsches Theater Berlin – Kammerspiele)
- 1930: Iwan Heilbut: Bürgertragödie (Jakob Grahl) – Regie: Jo Lherman (Deutsches Volkstheater Berlin)
- 1930: Christian Dietrich Grabbe: Scherz, Satire, Ironie und tiefere Bedeutung – Regie: Jürgen Fehling (Schiller Theater Berlin)
- 1932: Alexander Moissi: Der Gefangene (Arzt) – Regie: Jacob Geis (Volksbühne Theater am Bülowplatz Berlin)
- 1934: Friedrich Schiller: Wallenstein – Regie: ? (Theater des Volkes Berlin)
- 1950: Alfred Gehri: Im 6. Stock – Regie: Gerd Matienzen (Hebbel-Theater Berlin)
- 1952: Gerhart Hauptmann: Herbert Engelmann (Dr. Knoll) – Regie: Otto Kurth (Theater am Kurfürstendamm Berlin)
- 1953: Henrik Ibsen: Gespenster – Regie: Hans Bernd Müller (Hebbel-Theater Berlin)
- 1954: Franz und Paul von Schönthan: Der Raub der Sabinerinnen – Regie: Willi Sämann (Hebbel-Theater Berlin)
- 1965: Hermann Sudermann: Die Schmetterlingsschlacht – Regie: Walter Suessenguth (Hebbel-Theater Berlin)

### Regisseur
- 1921: Gotthold Ephraim Lessing: Emilia Galotti (Neues Volkstheater Berlin)
- 1922: Paul Gurk: Persephone (Neues Volkstheater Berlin)
- 1923: Algernon Charles Swinburne: Chastelard (Deutsches Theater Berlin – Kammerspiele)
- 1923: Ernst Barlach: Der tote Tag (Neues Volkstheater Berlin)
- 1923: Gotthold Ephraim Lessing: Emilia Galotti (Volksbühne Theater am Bülowplatz Berlin)
- 1925: William Shakespeare: Hamlet (Volksbühne Theater am Bülowplatz Berlin)
- 1929: Ernst Barlach: Der blaue Boll (Deutsches Theater Berlin – Kammerspiele)
- 1933: Heinrich von Kleist: Die Hermannsschlacht (Theater der Höheren Schulen Berlin, Potsdamer Straße 28)
- 1934: Friedrich Schiller: Die Verschwörung des Fiesco zu Genua (Theater der Jugend im Schiller Theater Berlin)
- 1938: William Shakespeare: Der Widerspenstigen Zähmung (Theater der Jugend im Admiralspalast Berlin)
- 1939: Friedrich Schiller: Wallenstein (Theater der Jugend im Admiralspalast Berlin)
- 1951: J.M. Barrie: Johannisnacht (Hebbel-Theater Berlin)